# Cantón Gonzalo Pizarro
El Cantón Gonzalo Pizarro es una municipalidad de la provincia de Sucumbíos. Su cabecera cantonal es la ciudad de Lumbaquí.  Su población es de 8.599 habitantes, tiene una superficie de 2.223 km².  Su alcalde actual para el período 2023- 2027 es DARWIN AZES. El volcán Reventador se encuentra dentro del cantón.  Tiene un rango de altitud de 800 a 3.600 m.s.n.m, por lo que tiene una gran variedad de climas, desde el clima tropical hasta clima de páramo.

## Límites
- Al norte con el cantón Sucumbíos.
- Al sur con el cantón El Chaco.
- Al este con el cantón Cascales.
- Al oeste con los cantones Cayambe (Pichincha) y Pimampiro (Imbabura).

## División política
Gonzalo Pizarro tiene cuatro parroquias:

### Parroquias urbanas
- Lumbaquí (cabecera cantonal)

### Parroquias rurales
- El Reventador
- Gonzalo Pizarro
- Puerto Libre